# 油汀

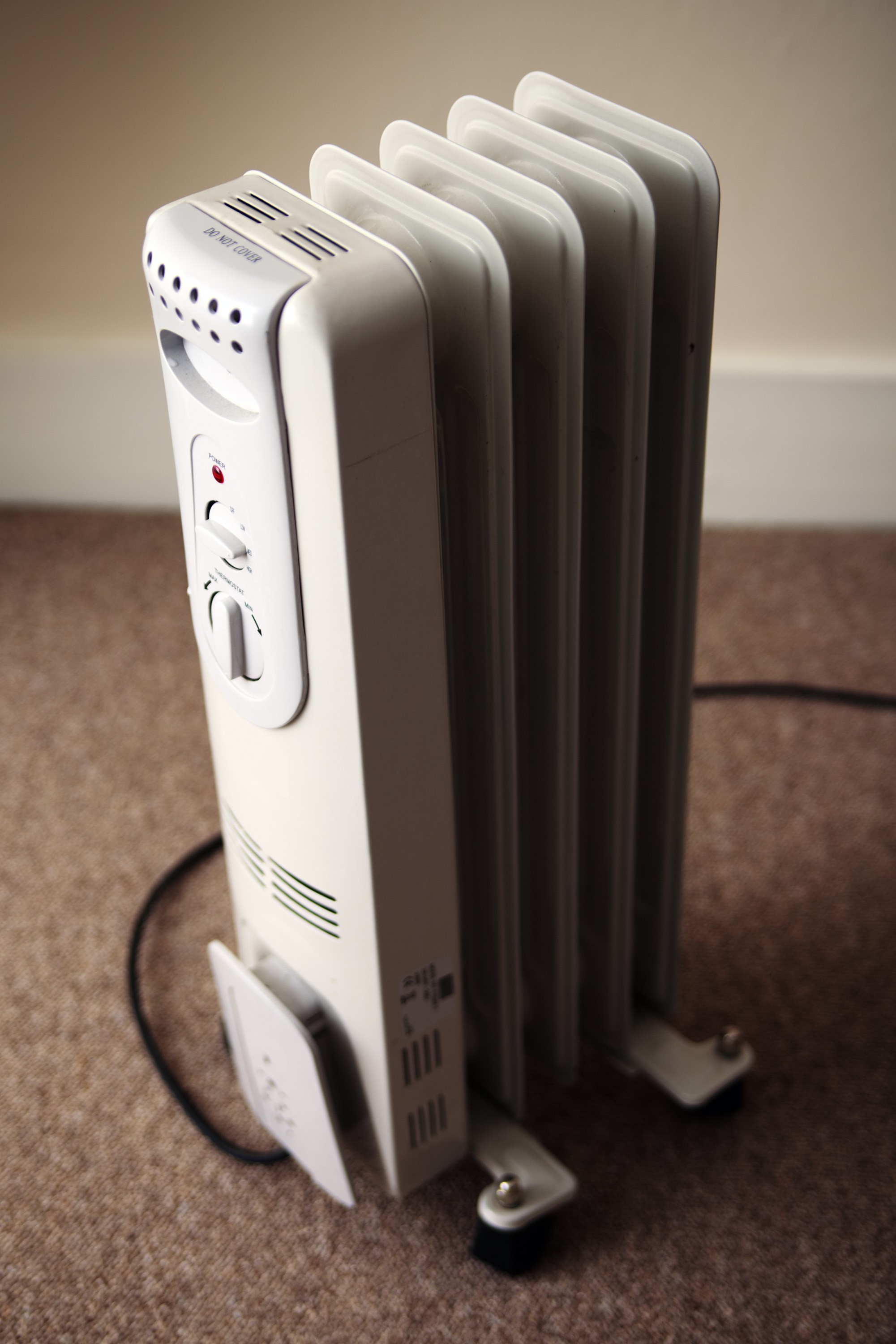
油汀

油汀是一种家用加熱器。油汀內部有油（导热油），不過油汀也是一種電熱電器，因此油汀工作時並不會涉及燃料的燃燒；油汀中的油（导热油）其實是一種熱庫。油汀接通电源后，油汀內的电热元件发热，加热导热油，导热油将热量传递给散热片，散热片再将热量传递给空气。